# Austrophorocera tuxedo
Austrophorocera tuxedo là một loài ruồi trong họ Tachinidae.